# Tympanogaster truncata
Tympanogaster truncata är en skalbaggsart som beskrevs av Perkins 2006. Tympanogaster truncata ingår i släktet Tympanogaster och familjen vattenbrynsbaggar. Inga underarter finns listade i Catalogue of Life.